# Jean du Bellay
Jean du Bellay (Glatigny, 1492 - Roma, 16 de febrero de 1560) fue un eclesiástico, político, diplomático y poeta francés. 
Fue embajador de Francia en Inglaterra y en Roma, consejero del rey Francisco I, obispo de las diócesis de Bayona y de París, administrador de las de Limoges, Le Mans, Burdeos, Tréguier y Saint-Brieuc, cardenal con Paulo III, elector en los cónclaves en que salieron papas Julio III, Marcelo II, Paulo IV y Pío IV, decano del Colegio de Cardenales, mecenas, coleccionista de antigüedades y poeta. 

## Biografía

### Familia y primeros años
Jean du Bellay nació en el seno de una familia de antigua nobleza, que había ganado notoriedad sirviendo a los reyes de Francia en la guerra de los cien años.  
El bisabuelo Hugues Du Bellay, que murió en la batalla de Azincourt de 1415, había recibido de su primo Pierre Souvain los señoríos de Palais y Dain, y de su matrimonio con Isabeau de Montigny el de Langey y los Grands Moulins de Vendôme; el abuelo Jean había sido consejero de René de Anjou y había tenido grandes responsabilidades militares; hijos de éste habían sido su tío Eustache, consejero y chambelán del joven Carlos VIII  en la época de la regencia de Ana Beaujeu y Pierre de Bourbon, y su padre Louis, a quien Eustache cedió los derechos nobiliarios al entrar en religión.
Entre sus antepasados cercanos se contaban un obispo de Fréjus y de Poitiers y cuatro o cinco abades de Saint-Florent, entre ellos su tío Louise (del mismo nombre que su padre).  
Su madre fue Marguerite de la Tour-Landry, que era hija del barón Raoullet de la Tour-Landry y de Henriette d'Avaugour, de la casa de Courtalain. 
Jean fue el tercero de cinco hermanos: Guillaume, Martin, René, Jacques y Nicolas, y dos hermanas: Louise y Renée. 
El padre se ocupó de darles una educación acorde a su rango: los hermanos frecuentaron el convento de la Baumette en Angers, y estudiaron en la Universidad de esta misma ciudad y en el Colegio de Navarra de París.
Sobre su juventud no hay noticias más precisas: «la oscuridad más completa cubre la vida de Jean de Bellay hasta 1525».

### Ascenso

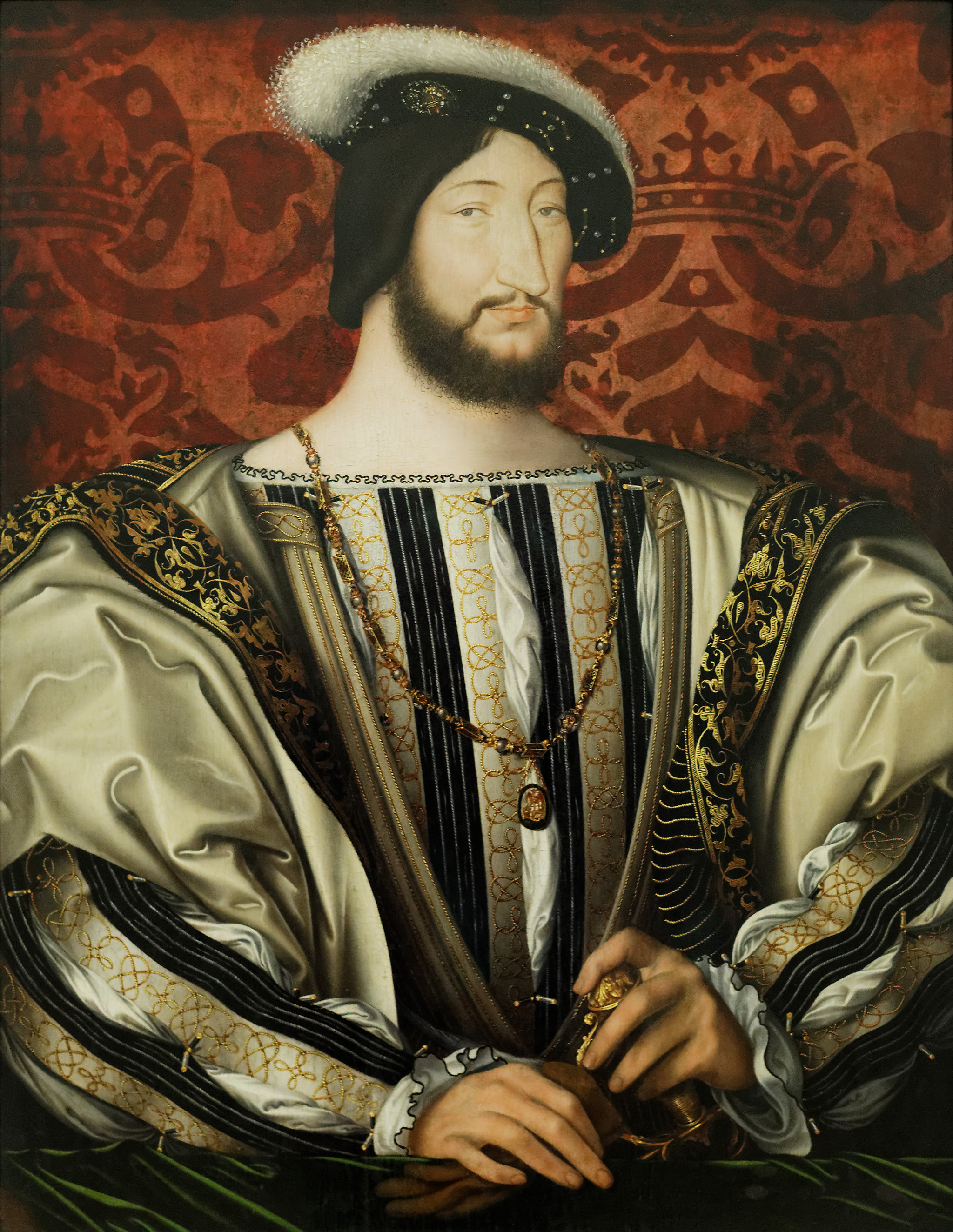
Francisco I.

Después de su derrota en Pavía y su cautiverio en España, el rey Francisco I regresó a Francia en 1526 y operó algunos cambios en su corte de los que se beneficiaron los Du Bellay, favorecidos por el duque de Vendôme, de quien eran feudatarios: Guillaume fue enviado como embajador a Italia, René fue nombrado consejero del Parlamento y Jean recibió in commendam la abadía de Notre-Dame de Breteuil y el obispado de Bayona, aunque no residió en la diócesis sino en la corte de París.

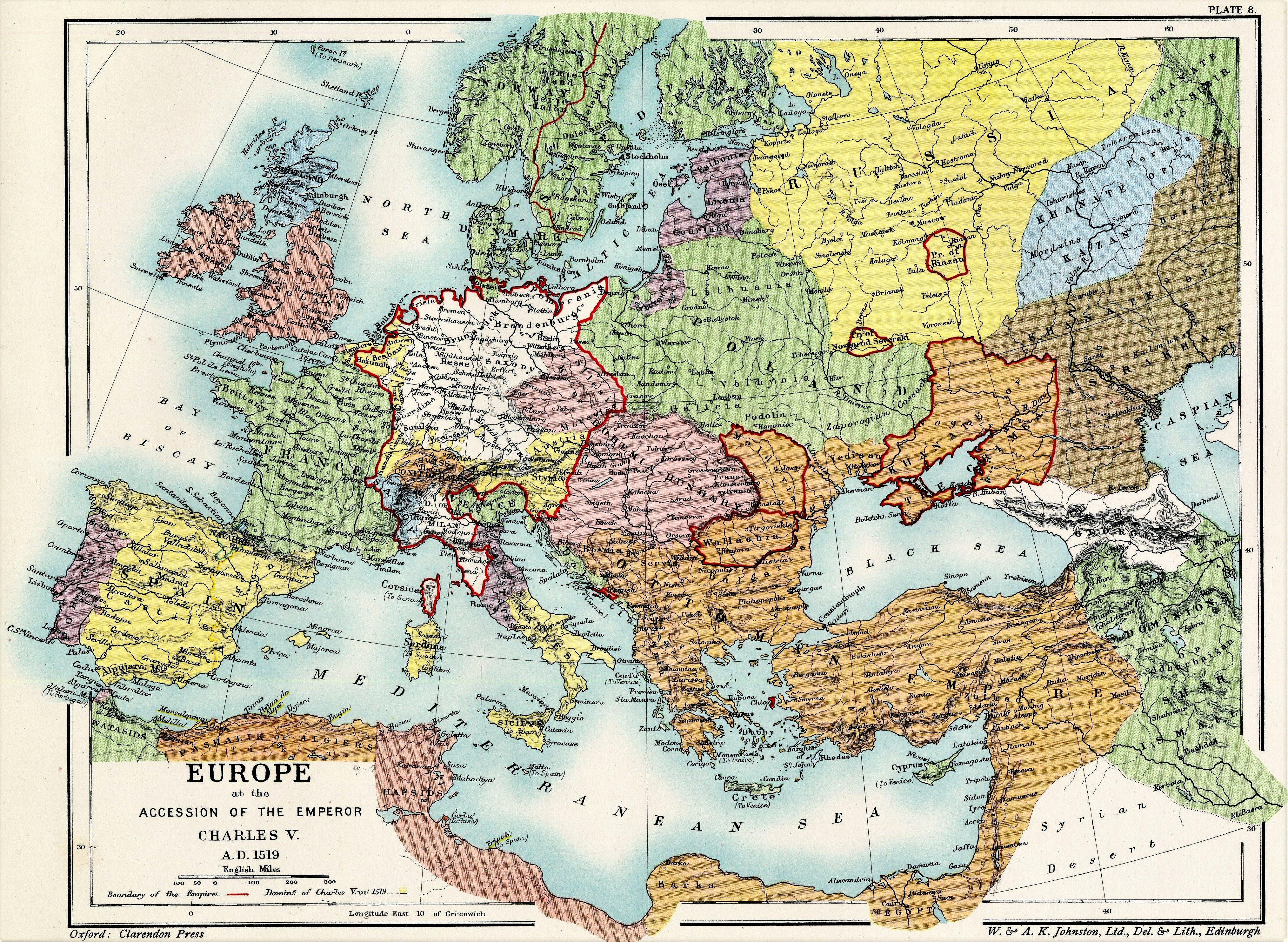
Europa en 1520.

### Embajada en Inglaterra
En 1527 acompañó en su viaje a Inglaterra al gran maestre Anne de Montmorency, y tras el regreso de éste, quedó como embajador de Francia ante la corte de Enrique VIII.   
La situación internacional en aquellos momentos era complicada: tras la guerra italiana de 1521-1526, Francia, Venecia, Florencia y los Estados Pontificios se aliaban en la Liga de Cognac para enfrentar al Imperio Germánico de Carlos V; 
en abril se firmaba el Tratado de Westminster por el que Francia e Inglaterra acordaban una alianza militar; en mayo las tropas del condestable de Borbón saqueaban Roma y asediaban al papa Clemente VII; Enrique VIII maniobraba para conseguir su divorcio de Catalina de Aragón; Margarita de Austria buscaba dejar fuera de la guerra a los Países Bajos, 
y en Londres, entre brotes epidémicos de sudor inglés, Du Bellay coincidía con el canciller inglés Thomas Wolsey, el embajador español Íñigo de Mendoza, el legado papal Uberto Gambara y el embajador extraordinario Charles de Morette.
Fue durante su estancia en Londres que murieron sus hermanos Jacques y Nicolas combatiendo en Italia, el primero en Sassari cuando las fuerzas del virrey de Cerdeña Ángel de Vilanova asaltaron la ciudad, y el segundo en Aversa cuando las tropas de Odet de Foix se retiraban del asedio de Nápoles.
En febrero de 1529 regresó a Francia, aunque volvió a Inglaterra como embajador extraordinario varias veces: entre mayo de 1529 y enero de 1530, en agosto y septiembre de este mismo año, en octubre de 1531 y en noviembre de 1533.  
En esta época tuvo un papel destacado en la fundación del Colegio de Francia propuesta por Guillaume Budé 
y en las discusiones originadas por introducción de la Reforma protestante; 
fue promovido a la diócesis de París y formó parte del séquito de Francisco I cuando éste se entrevistó con Enrique VIII en Boulogne-sur-Mer en 1532 y cuando el año siguiente se celebró en Marsella el matrimonio del delfín Enrique con la sobrina del papa Catalina de Médici.

### Cardenalato
En 1534 ofició como representante del rey inglés, intentando conseguir de las facultades de derecho y teología de Francia una resolución favorable a su divorcio, 
y con el mismo fin viajó a Roma, aunque no pudo evitar la sentencia de excomunión del rey ni la ruptura de Inglaterra con la Santa Sede.  
Durante su estancia en Roma, alojado por el obispo de Faenza Rodolfo Pio, formó parte de la corte de Ippolito de' Medici,
y junto con el embajador Charles Hémard de Denonville tuvo parte destacada en los principales acontecimientos políticos de la época.

A instancias del rey Francisco, el papa Paulo III le creó cardenal en el consistorio de mayo de 1535, el mismo en que también recibieron la púrpura Nikolaus von Schönberg, Girolamo Ghinucci, Giacomo Simonetta, John Fisher, Gasparo Contarini y Marino Ascanio Caracciolo. In absentia, recibió el título de Santa Cecilia, y en abril del año siguiente se le envió el capelo a Francia.
Ese mismo año de 1535 murió el duque de Milán Francisco II Sforza y el rey francés comenzó una nueva guerra; en 1536 invadió Saboya expulsando al duque Carlos III, cuñado del emperador, que en respuesta desembarcó sus tropas en Provenza y envió al conde de Nassau a atacar Péronne desde Flandes.  Du Bellay fue nombrado teniente general de Picardía y Champagne, y el año siguiente ofició como consejero de Charles de Orleans, que había quedado en el gobierno del reino junto a Claudio I de Guisa y Enrique II de Navarra mientras las tropas francesas tomaban el Piamonte.  El conflicto se prolongó hasta la firma de la Tregua de Niza en 1538. 

### Declive

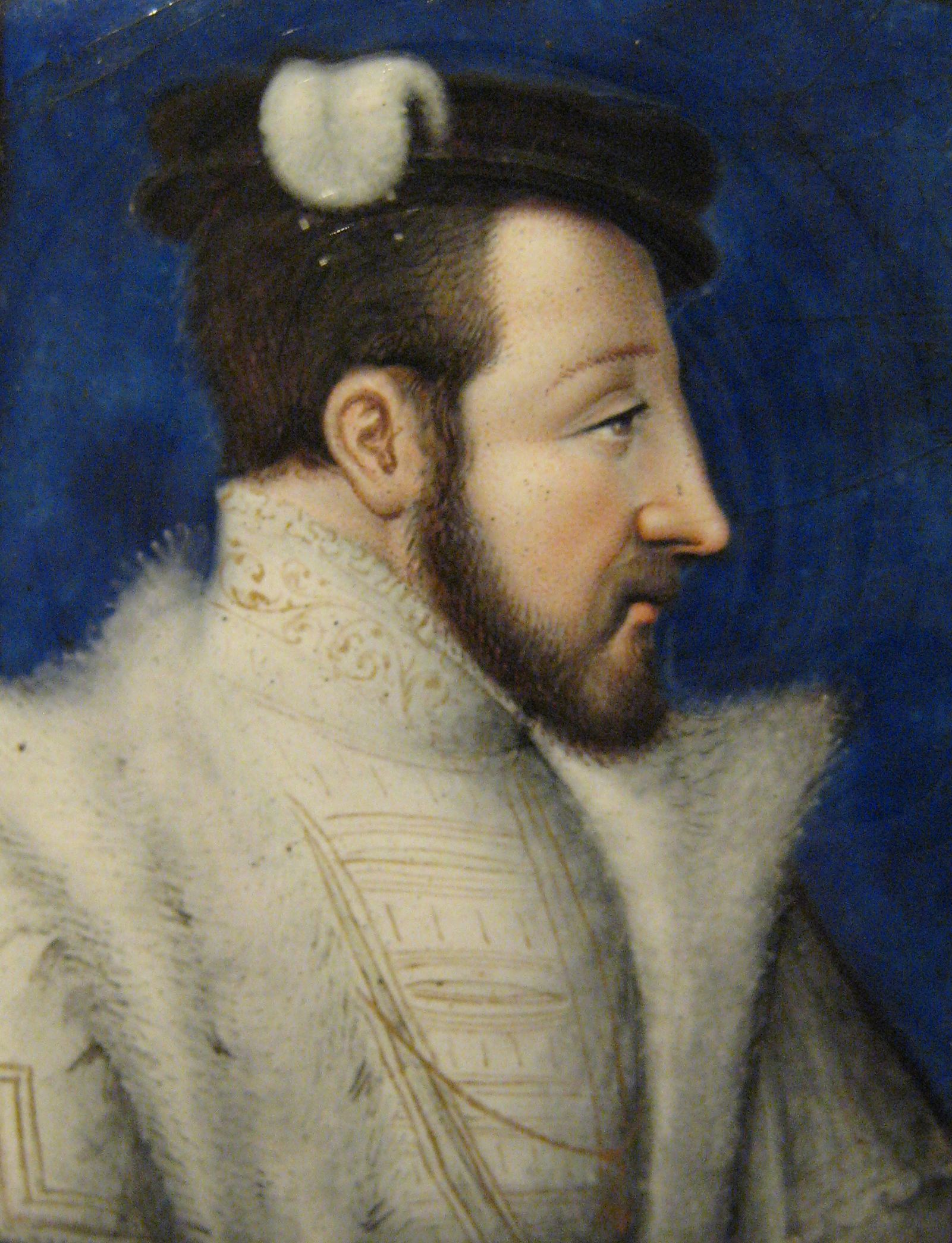
Enrique II.

En 1547 celebró las exequias del rey Francisco I en la catedral de París y asistió a la entronización de su sucesor Enrique II, pero a partir de aquí su influencia en la corte francesa empezó a declinar: el nuevo rey traía consigo nuevos cortesanos, y Du Bellay fue excluido del consejo de estado en favor del cardenal de Tournon y el duque de Guisa.

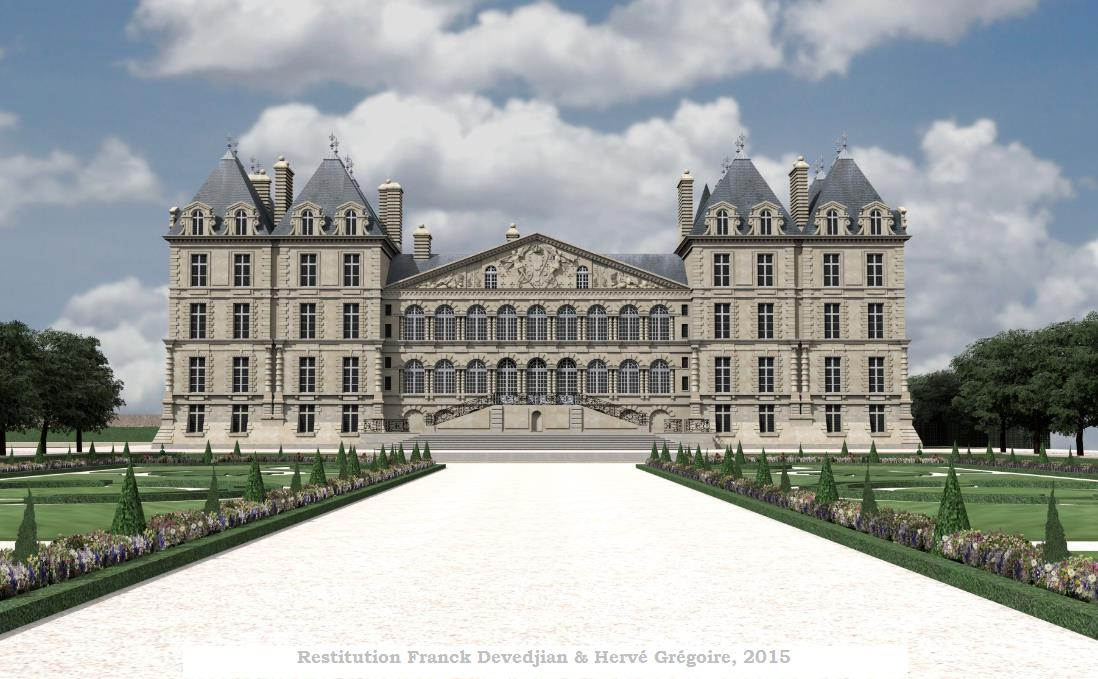
Castillo de Saint-Maur (recreación).

Fue enviado a Roma como representante del reino de Francia, aunque oficialmente el titular de la embajada era Claude d'Urfé, y finalmente fue relevado del puesto cuando Hipólito II de Este pasó a sustituirlo, entre las protestas de Du Bellay.  
Participó en el cónclave de 1549 en que fue elegido papa Julio III 
y regresó a Francia en 1550, donde sin ningún papel político destacado llevó un retiro tranquilo en el espléndido castillo que el arquitecto Philibert de l'Orme había diseñado para él en Saint-Maur-des-Fossés, hasta que en 1553 se trasladó definitivamente a Roma. 

### Beneficios eclesiásticos
Desde su creación como cardenal en 1535 optó sucesivamente por los títulos de S. Pietro in Vincoli (1547), S. Adriano (1548) y S. Crisogono (1549), y ya dentro del orden de los cardenales-obispos, por las de Albano (1550), Frascati (1553), Porto-Santa Rufina (1553) y Ostia-Velletri (1555).
En 1553, tras la muerte del decano del Colegio de Cardenales, Giovanni Domenico de Cupis, Du Bellay había pretendido tener derecho al decanato.  
Tres meses después del cónclave de mayo de 1555 el papa Paulo IV, que hasta entonces había sido el decano, nombró a Du Bellay para sucederle, metiéndole por delante de Louis de Bourbon-Vendôme y François de Tournon, que tenían más antigüedad en el cardenalato, en un episodio confuso en el que tuvieron mucho que ver las intrigas y enemistades personales entre los protagonistas.
Además de las diócesis de Bayona (1524-32) y París (1532-51), de las que fue obispo ordinario, en distintos momentos a lo largo de su vida tuvo también la administración de las de Limoges (1541-46), Burdeos (1545-51 y 1559-60), Le Mans (1546-56), Tréguier (1548) y Saint-Brieuc (1553), y fue abad comendatario de cerca de veinte abadías repartidas por todo el territorio de Francia obtenidas habitualmente en competencia con otros prelados, como la que le enfrentó a Gabriel de Gramont por la sede de Burdeos, sin contar otros muchos beneficios eclesiásticos menores con los que favoreció a familiares y sirvientes.  
Tal acumulación de beneficios llevó a algunos historiadores a calificarle de «insaciable solicitador« o a comentar que «todavía no satisfacían la avaricia del cardenal«.  aunque en sus tiempos esto no fue una excepción.
Se estima que en 1553 el valor de sus rentas anuales estaba en 80.000 libras tornesas, y que al final de su vida  ascendían a 16.000 escudos, más otros 6000 por el decanato.

### Las artes y las letras
Elogiado como hombre docto, 
coleccionista de antigüedades
 
y autor de algunos poemas latinos,

 
a lo largo de su vida mantuvo una estrecha relación con numerosos escritores y poetas y ejerció como mecenas de otros más, entre ellos 
Michel de L'Hospital, André Tiraqueau, Jean Salmon Macrin, Guillaume Bigot, Philibert de l'Orme, Jacques Pelletier, Johannes Sleidanus, el jurista Probus de Ruzé, Germain de Brie, Francois de Billau, Nicolas Raince, Claude Cotereau, Pierre Castellan, Denis Faucher o François Rabelais.

### Muerte

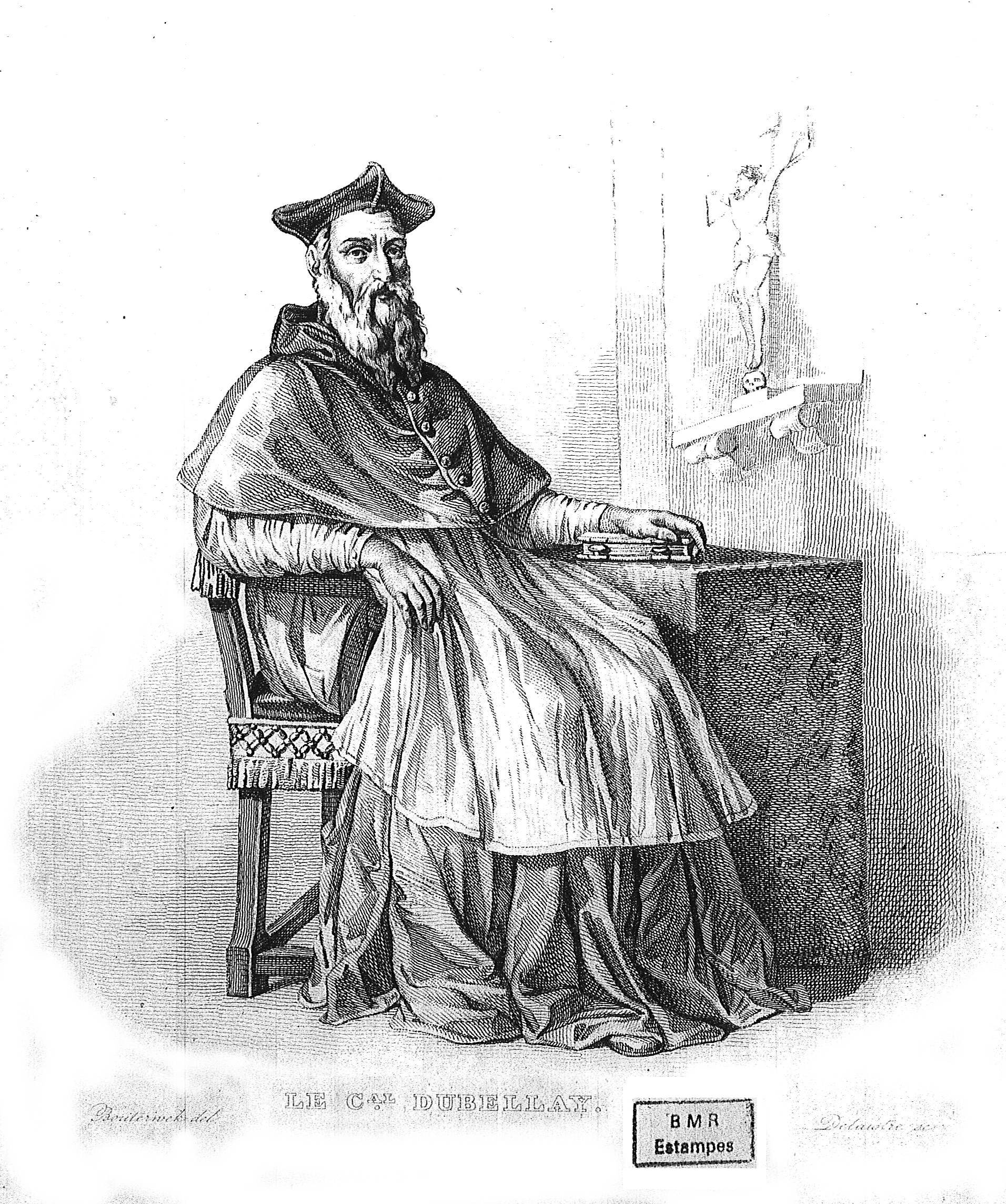
Retrato del cardenal Du Bellay.

Paulo IV había muerto en agosto de 1559.  El cónclave para elegir al nuevo papa se abrió el 5 de septiembre y se prolongó hasta el 26 de diciembre, pero Du Bellay ya no pudo hallarse en la proclamación de Pío IV por hallarse enfermo.   
El primer día de 1560 lo sorprendió con la muerte de su sobrino Joachim; Jean falleció en Roma a mediados de febrero a los 68 años de edad, y fue sepultado sin pompa en la iglesia de la Trinità al Monte Pincio. 
El reparto de sus beneficios eclesiásticos fue objeto de pleito: según lo establecido en el Concordato de Bolonia de 1516, el papa se reservaba la provisión de las vacantes apud sedem apostolicam (esto es, las sedes vacantes que dejaban en su país los prelados fallecidos durante su estancia en la curia romana).  La costumbre durante el reinado de Francisco I había sido que a los prelados que iban a viajar a Roma se les expedía un breve de non vacando, que en caso de muerte del prelado titular de la sede, autorizaba al rey a proveer el obispado o la abadía vacantes en la persona de su elección, pero la ruptura de Enrique II con el papado con motivo de la guerra de Parma y su retirada del concilio de Trento en 1551-52 habían anulado la costumbre.  
A principios de 1560 Francisco II había solicitado a Pío IV la exención de esta disposición; el caso había sido presentado al papa con la participación de los cardenales de Guisa, cardenal de Tournon y de Ferrara y del embajador francés en Roma Philibert Babou de la Bourdaisière, obispo de Angulema, pero el pontífice, queriendo defender los derechos del papado, se había negado a concederla; el pleito se resolvió en agosto de ese año cuando el papa emitió un breve non vacando genérico para todo el reino de Francia.
Su herencia fue también objeto de disputas: en su testamento legó todos sus bienes a su sobrina Marie, hija mayor de Martin, que era el único hermano varón que había dejado descendencia, pero descontentas con esta disposición, su hermana Louise y su sobrina Claude, hija de su hermana Renée, entablaron un pleito con Marie, que solo se resolvió cuando ambas partes llegaron a un acuerdo en 1577.
Su villa romana fue adquirida por Carlos Borromeo, que en 1565 la cedió a los cartujos de Santa Maria degli Angeli; posteriormente pasó a ser propiedad de Caterina Nobili Sforza, que transformó el palacio en la iglesia de Santa Caterina in Thermis (destruida en 1870) y la rotonda del sudoeste en la iglesia de San Bernardo alle Terme, que todavía se conserva.